# Lomographa pomina
Lomographa pomina är en fjärilsart som beskrevs av William Schaus 1901. Lomographa pomina ingår i släktet Lomographa och familjen mätare. Inga underarter finns listade i Catalogue of Life.